# Tacoma-Narrows-Brücke
Als Tacoma-Narrows-Brücke (englisch Tacoma Narrows Bridge) werden heute zwei nebeneinander liegende Hängebrücken im US-Bundesstaat Washington bezeichnet, die in den Jahren 1950 und 2007 errichtet wurden.
Die ursprüngliche Tacoma-Narrows-Brücke stürzte am 7. November 1940 kurz nach ihrer Errichtung ein, nachdem sie sich unter Windeinfluss zu starken Schwingungen aufgeschaukelt hatte. Infolgedessen wurden bei der Konstruktion zukünftiger Brücken die dynamischen Windeinflüsse berücksichtigt und anhand von Modellen im Windkanal getestet.

## Lage
Sie führt die autobahnähnlich ausgebaute Staatsstraße 16 von Tacoma über die Tacoma Narrows, einen Seitenarm des Puget Sounds, nach Gig Harbor und erschließt so die nur im Südwesten mit dem Festland verbundene Kitsap-Halbinsel mit dem Hauptort Bremerton von Südosten her. Die Brücke besteht aus zwei parallelen Bauwerken, von denen jedes den Verkehr einer Fahrtrichtung aufnimmt. Vor der Inbetriebnahme der zweiten Brücke im Juli 2007 floss der gesamte Verkehr über das 1950 fertiggestellte Bauwerk.

## Die Brücke von 1940

### Beschreibung
Die erste Tacoma-Narrows-Brücke wurde an gleicher Stelle 1938–1940 ebenfalls als Hängebrücke erbaut. Sie wurde berühmt durch ihren spektakulären Einsturz nach nur vier Monaten Betriebszeit.
Die von Leon S. Moisseiff entworfene Brücke hatte nur zwei Fahrstreifen und beidseits je einen schmalen Gehweg. Sie hatte dabei mit einer Hauptöffnung von 853 m zum Zeitpunkt ihrer Fertigstellung die drittgrößte Spannweite aller Hängebrücken weltweit (nach der Golden Gate Bridge und der George Washington Bridge).
Ihre beiden in 37 m tiefem Wasser stehenden Pylone machten beim Bau die größten Probleme. Sie mussten mit Caissons bis auf 68 m Tiefe für den einen und 54 m für den anderen Pylon gegründet werden – damals eine der tiefsten Gründungen überhaupt. Die Pylongründung verschlang 40 % des gesamten Budgets der Brücke.
Moisseiff, der die von Joseph Melan begründete Deflektionstheorie erstmals auf Hängebrücken angewandt und anschließend weiterentwickelt hatte, sah eine äußerst niedrige und schlanke Konstruktion des Fahrbahnträgers als Stahl-Vollwandträger vor. Diese Entwicklung soll Fritz Leonhardt mit der Planung der Rodenkirchener Brücke in Köln angestoßen haben, sie lag in den USA aber auch im Trend der von der Deflektionstheorie ermöglichten leichteren Brücken. Zuvor waren Hängebrücken immer mit wesentlich höheren und steiferen Fachwerkträgern ausgeführt worden. Das neue Konzept war noch vor Baubeginn an der Rodenkirchener Brücke u. a. von Othmar Ammann für die Bronx-Whitestone-Brücke in New York City übernommen und weitergeführt worden, an der auch Moisseiff mitgearbeitet hatte. Moisseiff ging diesen Weg zu schmalen und leichten Brücken bei der Tacoma-Narrows-Brücke noch weiter. Sein Entwurf bot allerdings keinerlei Anlass zu Zweifeln. Er sah bei Windgeschwindigkeiten von 96 km/h ein seitliches Ausweichen des Brückendecks von 2,8 m vor, was bei der Spannweite von 853 m kaum merkbar gewesen wäre. Bei 161 km/h wäre das Deck um 6,1 m ausgewichen. Diese Werte stellten alle Beteiligten zufrieden, sie beruhten allerdings nur auf der Berechnung statischer Windlasten, denn aerodynamische Effekte waren in den damaligen Tragwerksberechnungen nicht bekannt.
Bethlehem Steel erstellte in kurzer Zeit die in Längsrichtung der Brücke wenig biegesteifen Pylone. Auch John A. Roebling’s Sons, die ihr Luftspinnverfahren bei der Golden Gate Bridge gerade nochmals erheblich verbessert hatten, benötigten nicht lange für die Herstellung der 44 cm starken Tragkabel. Bethlehem Steel montierte die Brückendecks aus Vollwandträgern in nur sechs Wochen. So war auch die Bauzeit von nur 19 Monaten für die gesamte Brücke ein Rekord – und die Brücke hatte weniger als 6,6 Mio. US-Dollar gekostet.
Schon vor der Fertigstellung hatten Arbeiter auf die Bewegungen der Brücke hingewiesen. Der Bauherr hatte Frederick Burt Farquharson von der University of Washington mit Untersuchungen beauftragt, der an einem Modell der Brücke zwar Schwingungen verursachen, diese aber noch nicht erklären konnte.
Die Brücke wurde am 1. Juli 1940 eröffnet.

### "Galopping Gertie"
Bald danach erhielt sie wegen ihres Auf- und Abschwingens den Spitznamen „Galloping Gertie“ und wurde zum Touristenmagneten. Manche Autofahrer kamen extra zum „Achterbahnfahren“. Andere nahmen lieber den Umweg über Olympia im Südwesten in Kauf, den die Brücke eigentlich ersparen sollte. Ende Juli 1940 wurde eine Kamera auf dem Dach des Mauthäuschens installiert, die Wellen im Brückendeck bis zu einer Amplitude von 60 cm bei 25 Schwingungen pro Minute registrierte. Allerdings zeigte die Brücke bei verschiedenen Windstärken ein völlig unterschiedliches Verhalten.

### Vergleich der ersten Hängebrücken mit Vollwandträgern
| Brücke                  | Spannweite l | Tragwerkshöhe h | Tragwerksbreite b | Schlankheit h/l | Schlankheit b/l |
| ----------------------- | ------------ | --------------- | ----------------- | --------------- | --------------- |
| Tacoma-Narrows-Brücke   | 853 m        | 2,4 m           | 11,9 m            | 1:350           | 1:72            |
| Bronx-Whitestone Brücke | 701 m        | 3,4 m           | 22,6 m            | 1:209           | 1:31            |
| Rodenkirchener Brücke   | 378 m        | 3,3 m           | 22,6 m            | 1:114           | 1:17            |

Die Tabelle zeigt, dass die Tacoma-Narrows-Brücke deutlich länger als die beiden anderen Brücken war, dabei aber den flachsten und schmalsten Fahrbahnträger hatte und deshalb auch bei beiden Indizes für Schlankheit an der Spitze liegt.
Diese Schlankheit führte zwar zu einem sehr niedrigen Gewicht, aber auch zu einer sehr niedrigen Steifigkeit. Zusammen mit einer aerodynamisch ungünstigen Form des Trägers machte das die Brücke sehr windempfindlich. Schon bei leichtem Wind bildete sich hinter dem Träger eine Kármánsche Wirbelstraße, deren Wirbel sich mit etwa gleicher Frequenz ablösten, wie  die Eigenfrequenz der vertikal schwingenden Brücke betrug. Diese damals zwar theoretisch beschriebenen, hinsichtlich ihrer Auswirkungen auf Fahrbahnträger aber noch kaum bekannten Vorgänge waren allerdings nicht die Ursache ihres Einsturzes.

### Einsturz der Brücke von 1940

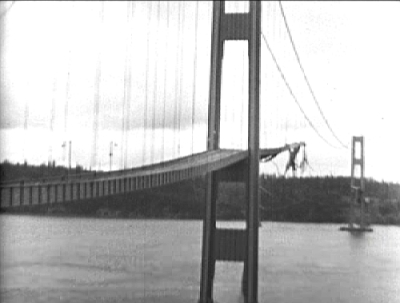
Die Brücke von 1940 nach dem Einsturz

Am 7. November 1940 stürzte die Brücke aufgrund einer starken Torsionsschwingung ein. Diese Schwingung kam durch aerodynamisches Flattern (eine selbsterregende Schwingung) zustande, welches durch starken Wind verursacht wurde.
Der genauere Ablauf war wie folgt: Der Wind kam aus südwestlicher Richtung, quer zur Brücke. Dadurch geriet die Brücke in (von vertikalen Schwingungen unabhängige) Torsionsschwingungen. Der sich verwindende Fahrbahnträger konnte so durch seine sich ändernde Stellung im Wind diesem durch Strömungswiderstand und dynamischen Auftrieb immer weiter Energie zur Verstärkung der Schwingung entnehmen, völlig unabhängig von der Frequenz einer Kármánschen Wirbelstraße, die nun bereits um den Faktor fünf über der der Torsionsschwingung gelegen hätte. Nach einer Dreiviertelstunde rissen bei einer Windgeschwindigkeit von 68 km/h (Windstärke 8) die Seile und die Fahrbahn stürzte mit einem verlassenen Auto und einem Hund in die Tacoma Narrows. Das Ereignis wurde von Ingenieuren der University of Washington gefilmt, die die Brücke aufgrund der Schwingungen bereits längere Zeit systematisch beobachteten. Als Ergebnis dieser Untersuchungen war bereits für die folgenden Tage die Ausstattung des Fahrbahnträgers mit Windabweisern aus Stahlblech vorgesehen gewesen.
Menschen kamen bei dem Unglück nicht ums Leben, da die Brücke schon einige Zeit vor dem Einsturz für den öffentlichen Verkehr gesperrt war. Das in dem Film vor dem Einsturz zu sehende Auto auf der Brücke gehörte einem Reporter, der, wie ebenfalls zu sehen ist, die Brücke zu Fuß verlässt.

### Nach dem Einsturz
Man rätselte zunächst über die Ursachen, da die aerodynamischen Auswirkungen auf Brücken damals noch nicht verstanden wurden. Es dauerte noch viele Jahre, viele Windkanalversuche und Berechnungen, bis die dynamischen Wirkungen von Wind auf Brückenstrukturen und die Auswirkungen von aeroelastischem Flattern einigermaßen verstanden wurden.
Die unmittelbaren Auswirkungen waren, dass Ammanns schlanke Bronx-Whitestone Bridge zur Beruhigung der Autofahrer nachträglich mit Fachwerkträgern versteift wurde, obwohl sie deutlich bessere Kennzahlen hatte als die Tacoma-Narrows-Brücke.

### Neubau
Als Gegenreaktion zu der schlanke Fahrbahnträger bevorzugenden Deflektionstheorie wurde der 1950 fertiggestellte Neubau der Tacoma-Narrows-Brücke und vor allem David B. Steinmans 1957 eröffnete Mackinac Bridge mit hohen und schon optisch solide wirkenden Fachwerkträgern versehen. Auch Othmar Ammann verwendete bei der Throgs Neck Bridge (1961) hohe und steife Fachwerkträger; bei der Verrazzano-Narrows Bridge (1964) stellte sich das Problem aufgrund der zweistöckigen Bauweise nicht.
Die Überreste der abgestürzten Fahrbahn liegen auch heute noch an Ort und Stelle unter Wasser. Sie wurden 1992 unter Denkmalschutz gestellt. Die Tacoma-Narrows-Brücke wurde mit neuen Pylonen auf den Fundamenten der alten Brücke und konventionellen Fachwerkträgern neu gebaut. Zehn Jahre nach dem Einsturz wurde die neue Brücke am 14. Oktober 1950 eröffnet.
Die Bauweise mit Fachwerkträgern sollte sich weltweit sehr lange halten. Obwohl sich schon früh auch Querwind widerstehende Vollwand- (mit windableitenden vorgesetzten Blechen) oder Hohlkastenträger (prinzipiell sehr torsionssteif; Windableitung bei trapezförmigem Querschnitt) anboten, wurde erst 1966 die Severn-Brücke in England als erste große Hängebrücke mit Hohlkastenträger fertiggestellt.
Der Film des Einsturzes wird häufig als Anschauungsmaterial für die aerodynamischen und schwingungstechnischen Vorgänge verwendet. Es ist neben den Aufnahmen des Zusammenbruchs der Peace River Suspension Bridge 1957 in British Columbia der einzige bekannte Film eines Hängebrückeneinsturzes. Als kulturgeschichtlich bedeutsames Filmdokument wurde dieser Film, der in vielen weiteren Bearbeitungen vorliegt, so für die zeitgenössische amerikanische Wochenschau, im Jahr 1998 in das National Film Registry der USA aufgenommen.
Die bedeutendste Folge der Katastrophe war, dass seither neben der Statik auch die Dynamik bei der Konstruktion von Brücken berücksichtigt wird. Außerdem wird vor dem Bau größerer Brücken ein Modell der Brücke im Windkanal getestet.